# Афінагор Пекстадт
Афінагор (Пекстадт) (грец. Μητροπολίτης Αθηναγόρας; в миру Івес Пекстадт, нід. Yves Peckstadt; нар. 24 березня 1962, Ґент) — президент Православної Єпископської Конференції Бенілюксу. Архієрей Константинопольської православної церкви, митрополит Бельгійський, Екзарх Нідерландів та Люксембургу (з 2013). У минулому — представник Константинопольського Патріархату при Європейському Союзі та капелан Міжнародного аеропорту Брюсселя.

## Життєпис
Народився 24 березня 1962 року в Ґенті, у Фландрії в родині протоієрея Ігнатія Пекстадта, настоятеля православної парафії в Ґенті, і Марії-Терези Жансан. Закінчив факультет права в Ґентському університеті, після чого завдяки ґранту Константинопольського патріархату навчався на богословському факультеті Університету Арістотеля, а також в Інституті Боссе.
12 листопада 1989 року в Брюсселі митрополитом Варфоломієм І Архондонісом висвячений у сан диякона і як архідиякон служив у Бельгійській митрополії Вселенської патріархії. Був представником Константинопольського патріархату при Європейському Союзі. У 1995 році заснував православну парафію в Брюґґе, престіл у якій освячений на честь рівноапостольних Костянтина та Олени.
17 березня 1996 року митрополитом Бельгійським Пантелеймоном Кандоянісом висвячений у сан ієрея. Священицьке служіння проходив у Брюґґе. 30 вересня 1996 року зведений у сан архімандрита.
2001 року заснував парафію святих рівноапостольних Кирила і Мефодія в Остенде, в 2008 році — Трьохсвятительську парафію в Ґасселті. Багато років виконував обов'язки православного капелана Міжнародного аеропорту Брюсселя.
22 червня 2003 року в Брюсселі висвячений у сан єпископа Синопського, вікарія Бельгійської митрополії. З 2009 року був секретарем православної єпископської Конференції Бенілюксу.
27 листопада 2013 року на засіданні Синоду Константинопольського патріархату обраний митрополитом Бельгійським. При цьому також за посадою став президентом православної єпископської конференції Бенілюксу.
21 грудня того ж року в грецькому кафедральному соборі святих Архістратигів Михаїла та Гавриїла у Брюсселі відбулася його інтронізація.
24 лютого 2014 року звершив першу Божественну літургію у новій якості на території Нідерландів, у кафедральному соборі святителя Миколи Чудотворця у Роттердамі. Разом з ним служив Євменійський єпископ Максим. На Літургії були присутні архієпископ старокатоликів Нідерландів Йоріс Веркаммен, посли Греції та Кіпру. Служба проходила грецькою та голандською мовами .
7 вересня 2023 року Патріарх Варфоломій призначив його Президентом Офісу Православної Церкви в Європейському Союзі[7], а згодом Президентом Комітету православних представництв при Європейському Союзі.